# ViperJet
ViperJet o ViperJet MKII es un pequeño avión a reacción biplaza diseñado por la empresa estadounidense Viper Aircraft Corporation.
El avión, de ala baja fija estirada hacia atrás, fue diseñado para tener el aspecto de avión de combate militar, contando con la correspondiente carlinga y distribución de asientos en tándem. Las dos tomas de aire de un único motor están ubicadas a ambos lados del fuselaje y tiene tren de aterrizaje retractable. El ViperJet está construido de materiales compuestos, la mayor parte fibra de carbono. Fue pensado para su montaje casero, pero la mayoría de unidades que se han vendido habían sido montadas al menos en parte en fábrica o por profesionales.
Actualmente, solo existen seis unidades activas, todas en Estados Unidos y Canadá, y ya no se fabrican nuevas.

## Desarrollo
Originalmente concebido para usar un motor de pistón de 5-6 hélices en configuración propulsora, el actualmente conocido como ViperFan resultó ser demasiado costoso, sobre todo con respecto al sistema de elimination de las vibraciones asociadas con la transmisión, por lo que se optó por un turborreactor, en primera instancia un Turbomeca Marboré.
El prototipo de ese primer modelo rebautizado como ViperJet hizo su vuelo debut a finales de octubre del 1999, y su primer debut público en la EAA AirVenture Oshkosh en 2000. Sin embargo, la relativa baja potencia del motor elegido, al mismo tiempo que su alto consumo de combustible, hicieron que se cambiara el motor por un General Electric T58, un turboeje al que convirtieron en turborreactor apartándole la turbina original. Esta solución tampoco dio los resultados deseados al no cumplir con los objetivos de rendimiento (velocidad y alcance). Entonces quedó claro que el ViperJet requeriría cambios sustanciales para poder cumplir con las características del diseño. 
Con este fin se eligió el mucho más potente motor General Electric J85, el cual producía cuatro veces más empuje que el anterior. Pero para que encajara en el concepto, hubo que desmantelarlo y volverlo a diseñar, quedándose del modelo original prácticamente solo parte de la cabina de vuelo y del interior del fuselaje. El resultado fue un avión de tamaño algo mayor, con cabina presurizada y capacidad máxima de combustible tres veces mayor a la del prototipo original. Este nuevo modelo fue bautizado como MKII, convirtiéndose en el nombre por el que se conoce por los entusiastas de la aviación. El MKII gozaba también de un tren de aterrizaje más fuerte y tanques de combustible opcionales en los extremos alares. El MKII voló por primera vez en junio de 2005, resultando en un éxito y convirtiéndose en el modelo definitivo de la marca. Algunas mejoras del MKII fueron proporcionadas a clientes que habían adquirido el anterior modelo, ahora denominado MKI. Una versión más lujosa llamada ViperJet MKII Executive sería presentada poco después, respondiendo a las demandas del sector ejecutivo.
En 2009 se presentó el último modelo del avión hasta la fecha, el Viperjet LXR, basado en el MKII ejecutivo e incorporando un nuevo motor turbofán, el Pratt & Whitney JT15D-1A, capaz de producir 2200 libras de empuje estático y mejorando de forma notable el rendimiento de la aeronave en términos de eficiencia.

## Enlaces exrernos
- Impressions... Aerobask ViperJet LXR | x-plained.com

- Datos: Q2527566
- Multimedia: Viperjet / Q2527566